# Білл Фінгер
Вільям «Білл» Фінгер (англ. William "Bill" Finger) (8 лютого 1914 — 18 січня 1974) — американський письменник, творець коміксів, найзнаніший як співавтор Бетмена разом з Бобом Кейном, а також як творець оригінальних коміксів про Зеленого Ліхтаря. Крім того, автор багатьох відомих персонажів DC Comics, серед яких Жінка-Кішка, Джокер, Дволикий, Робін і інші.
За внесок у комікс-індустрію Білл Фінгер був посмертно включений в Зал Слави Джека Кірбі в 1994 році і отримав премію Вілла Айснера в 1999 році. Його ім'ям названо премію, яку щорічно присуджують авторам коміксів на фестивалі San Diego Comic-Con International.

## Нагороди
- Зал Слави Джека Кірбі (1994)
- Премія Айснера (1999)

## Персонажі, створені Біллом Фінгером
- Бетмен
- Бетгьорл
- Алан Скотт/Зелений Ліхтар
- Робін
- Глиноликий
- Загадочник
- Джеймс Гордон
- Дволикий
- Жінка-Кішка
- Джокер
- Божевільний Капелюшник
- Людина-Пінгвін
- Пугало
- Людина-Зебра